# La Boissière-sur-Èvre
La Boissière-sur-Èvre là một xã thuộc tỉnh Maine-et-Loire trong vùng Pays de la Loire tây nước Pháp. Xã này nằm ở khu vực có độ cao trung bình 33 mét trên mực nước biển.
Sông Èvre chảy qua thị trấn.